# Rupert de Salzburg
|  | Per a altres significats, vegeu «Sant Robert». |

Rupert de Salzburg --o Ruprecht, Hrodperht, Hrodpreht, Roudbertus, Rudbertus, Robert-- (660? - 710) va ser un bisbe, fundador de la ciutat de Salzburg, venerat com a sant per les esglésies catòlica i ortodoxa. Va ser contemporani de Khildebert III, rei dels francs.

## Vida
La tradició diu que Rupert pertanyia a la família reial dels merovingis i que va ser oncle de Santa Erentrudis. Era franc i bisbe de Worms cap al 697. Llavors va ser enviat com a missioner a Ratisbona, a Baviera. Hi va batejar el duc Teodó de Baviera que li va donar autorització per a continuar evangelitzant el territori, on va batejar altres nobles. D'aquí va anar a Altötting i va convertir-ne els habitants, i va continuar la seva tasca missionera per la conca del Danubi. Hi anava introduint, a més de la religió, l'educació i altres reformes. Va revitalitzar les mines de sal que hi havia vora la ciutat romana abandonada de Juvavum. Hi va refundar la ciutat, basant-ne l'economia en l'explotació de les mines i donant-li el nom de Salzburg ("ciutat de sal"). Hi va morir el diumenge de Pasqua de 710.

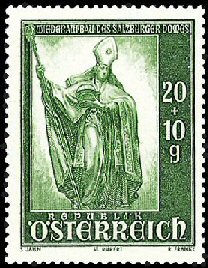
Segell austríac de 1948 amb una imatge del sant
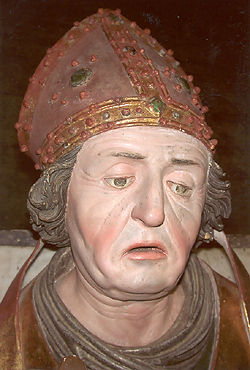
Cap gòtic, s. XV
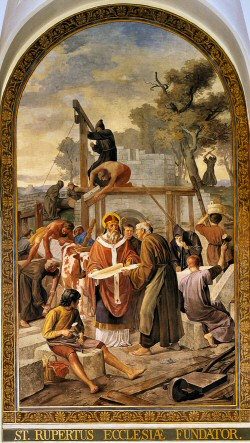
El sant com a fundador de l'església

## Veneració
A l'Església catòlica, la festivitat del sant és el 27 de març, però a Àustria se celebra el 24 de setembre.